# Ротунда (рослина)

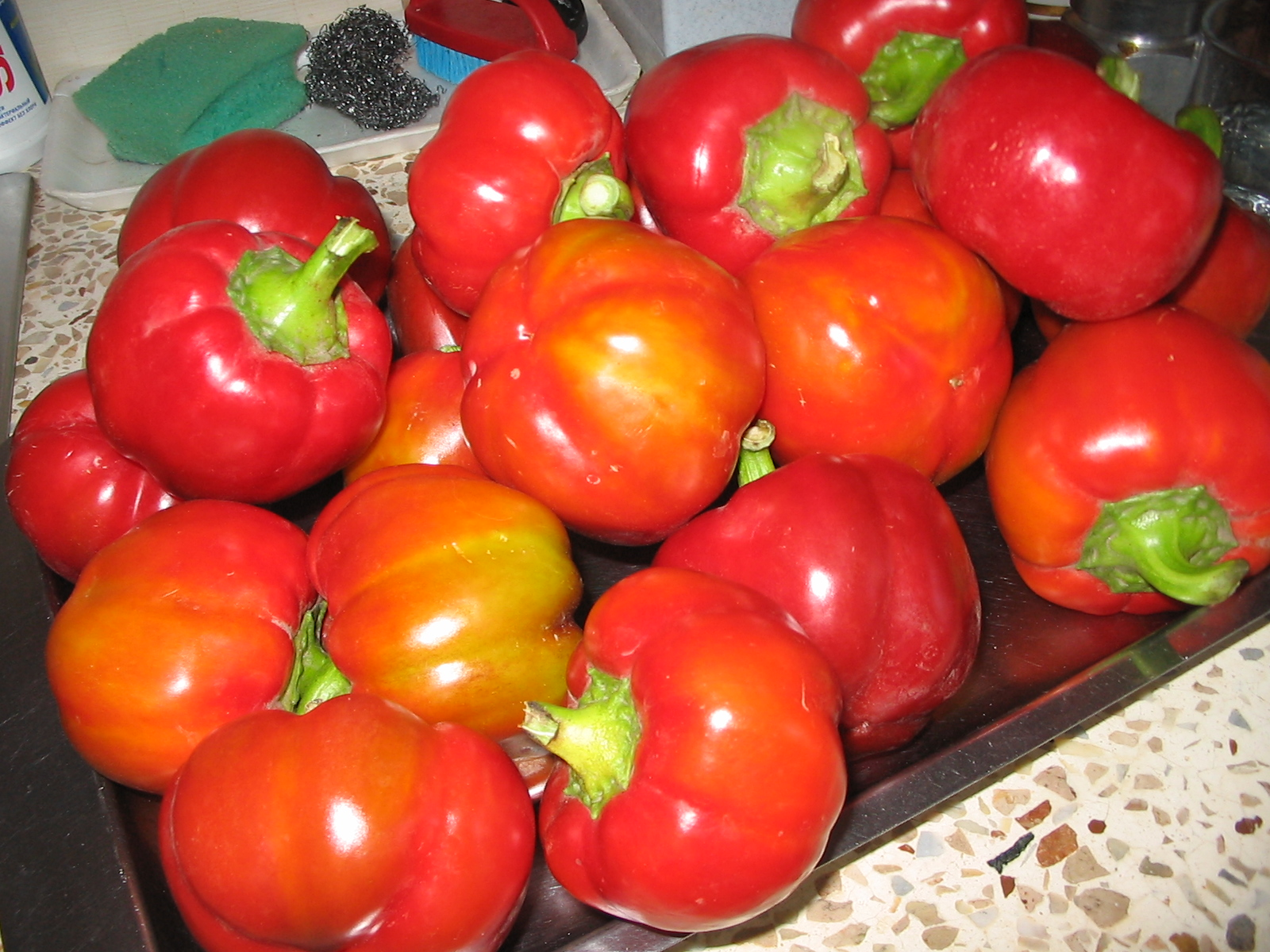
Ротунда

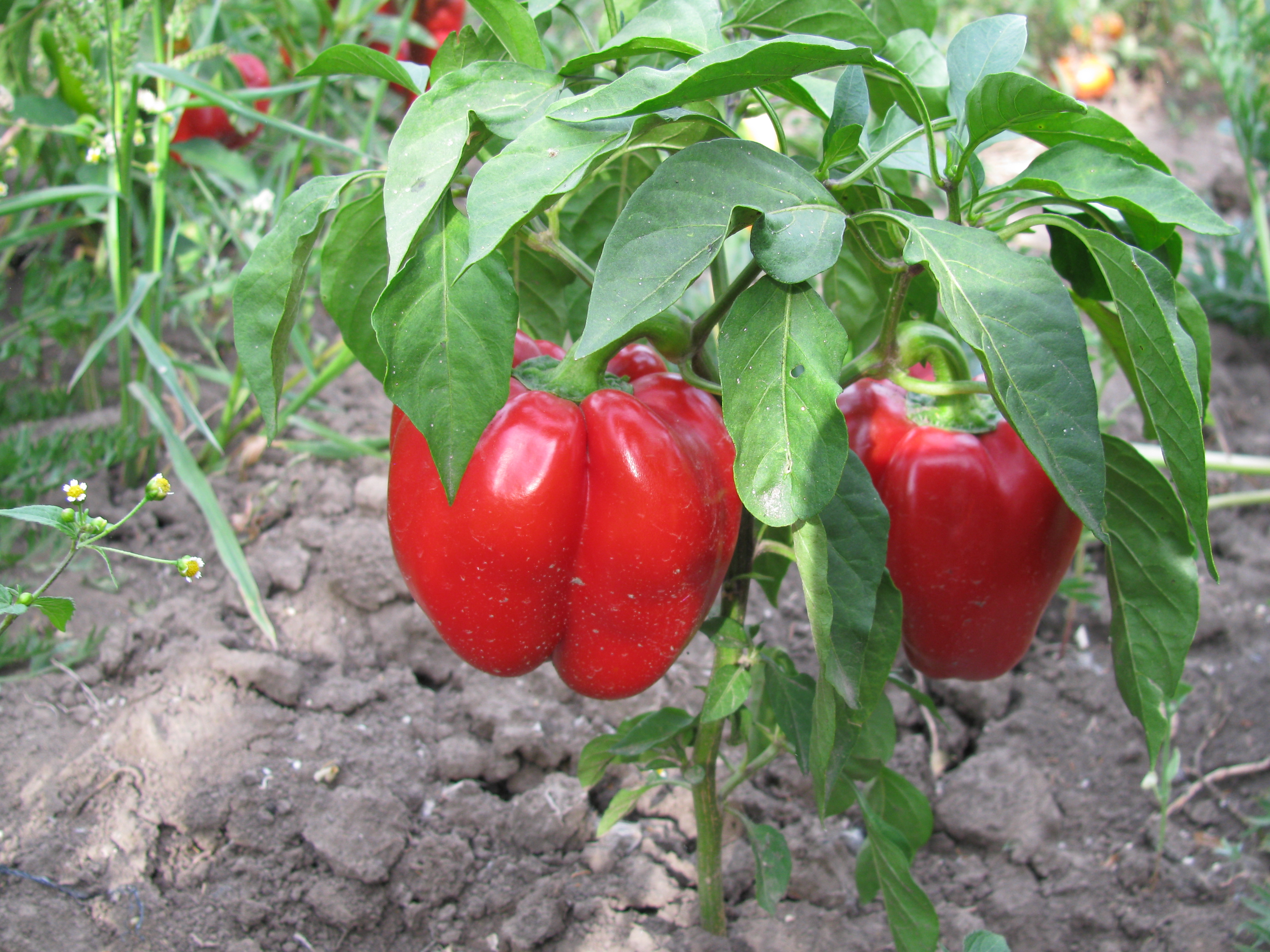
Ротунда на грядці

Ротунда, ґоґошари — сорт солодкого перцю, різноманітного забарвлення (від зеленого до темно-фіолетового), м'ясистий, має характерний присмак та овальну сплющену форму.
Широко розповсюджений в Молдові, південно-західній частині України, Буковині. Також розповсюджений у східній частині України, зокрема, Павлоградському районі Дніпропетровської області, де його називають шишкатий.
Використовують у їжу в сирому та консервованому вигляді, як приправу до м'ясних страв, а також для приготування овочевих салатів, соусів, фаршированого перцю тощо.